# Mario Clash
Mario Clash (マリオクラッシュ?) è un videogioco a piattaforme del 1995 per Virtual Boy sviluppato da Nintendo R&D1. Sebbene sia un remake di Mario Bros. (1983) senza tuttavia la possibilità di giocare in modalità multiplayer, è considerato il primo gioco 3D con protagonista Mario.

## Sviluppo
Mario Clash è stato sviluppato da Nintendo R&D1, con il director Gunpei Yokoi, lo stesso team responsabile dello sviluppo del Virtual Boy stesso. Shigeru Miyamoto contribuì alla progettazione del gioco.  Il team ideò un sistema che utilizzava immagini 3D per visualizzare la grafica 2D convenzionale, e scelse pertanto il Virtual Boy come hardware finale e Mario Clash e Mario's Tennis come software. Durante lo sviluppo di Mario Clash, un giornalista di Next Generation lo definì "forse il titolo più promettente" per Virtual Boy. Come tutti gli altri giochi di Virtual Boy, Mario Clash utilizzava uno schema di colori rosso e nero e l'effetto parallasse, un trucco ottico utilizzato per simulare il 3D.
Il gioco venne originariamente sviluppato come un remake diretto dell'originale Mario Bros., e fu perciò intitolato Mario Bros. VB.

## Accoglienza
Il gioco ha ricevuto un'accoglienza tiepida. Quasi tutto lo staff di GameFan Magazine ha scelto Mario Clash come il loro gioco Virtual Boy preferito grazie alla sua combinazione di gameplay platform ed effetti 3D. Uno dei recensori ha elogiato gli effetti 3D del gioco, ma entrambi hanno ritenuto che diventasse noioso nel tempo. La recensione di GamePro ha elogiato l'eccellente uso della funzionalità 3D del Virtual Boy, ma ha suggerito che l'hardware non rendesse giustizia al gioco e ha espresso la speranza che il gioco potesse uscire per il Super NES. Allo stesso modo IGN lo ha definito un gioco "che avrebbe potuto avere successo senza le strane limitazioni del Virtual Boy stesso", citando la grafica solo rossa del sistema e il controller scomodo tra i principali difetti. Lo hanno anche ritenuto "sottovalutato".
Nintendo Life ha scritto che "può essere piuttosto noioso e con i suoi sprite piatti, la mancanza di una funzione di salvataggio e altri piccoli inconvenienti, è difficile da consigliare come acquisto essenziale. Tuttavia, se lo segui scoprirai che fornisce qualcosa di una sfida... non merita certo il titolo di 'Peggior Gioco Mario di Sempre.'" Nintendojo è stata più positiva: "Anche se non privo di insidie, Mario Clash si dimostra una partenza innovativa per un'interpretazione Nintendo di Mario Bros... L'iterazione moderna trovata in Super Mario Advance e Super Mario Advance 2 potrebbe essere molto fedele all'originale e includere il supporto per 4 giocatori, ma Mario Clash è ancora un gioco valido grazie alla terza dimensione..." GamesRadar ha elogiato il gioco, affermando: "In realtà ha fatto un uso brillante del 3D... I design dei livelli presentavano un'enorme quantità di varietà, e immaginarli tutti è stato estremamente divertente." Official Nintendo Magazine lo ha definito un "piccolo gioco divertente", ma ha criticato l'hardware di Virtual Boy per il fatto di causare mal di testa durante il gioco. Marissa Meli di UGO Networks ha ritenuto che il carattere del gioco lo facesse sembrare fatto di fretta. UGO Networks ha definito Mario Clash il punto più basso della serie Mario.  Scott Alan Marriott di Allgame ha ritenuto che il gioco fosse divertente ma che rischiasse di essere ripetuto e soffrisse della mancanza di un sistema di salvataggio per i punteggi.
Luke di PALGN lo ha definito uno dei giochi di Mario più difficili mai realizzati. ABC Good Game ha scritto che Mario Clash ha cercato di far rivivere le radici arcade della serie ma "non fosse molto buono". Electronic Gaming Monthly ha dato una media di 7,125, ma i quattro revisori sono stati divisi: Andrew e Mike si sono lamentati di un controllo allentato che ha reso difficile saltare su un bersaglio, e hanno ritenuto che il gioco fosse "ok" ma è diventato noioso dopo poco tempo, mentre Mark e Sushi hanno sostenuto che il semplice gameplay creava dipendenza e che il gioco faceva un uso perfetto dell'hardware di Virtual Boy. Un giornalista di Next Generation ha commentato: "Alla fine, Mario Smash non offre la prossima generazione di giochi, non è avvincente, eccitante o anche bello, ma è una distrazione dannatamente buona in un nuovo formato interessante".
Mario Clash è stato spesso proposto per il Nintendo 3DS da parte della critica. È stato anche indicato come uno dei cinque giochi 3D del passato di Nintendo che meritavano di più una riedizione su Nintendo 3DS lo staff di 1UP.com lo ha definito un buon gioco a cui sarebbe stata data nuova vita sul 3DS. In un'intervista con il direttore hardware di Nintendo 3DS Hideki Konno, Craig Harris di IGN si è detto sorpreso che una demo tecnica di Mario Clash non fosse tra quelle create per mostrare la console 3DS al suo evento in anteprima.
Le meccaniche di gioco di Mario Clash sono state utilizzate anche come minigioco in WarioWare, Inc: Minigame Mania per Game Boy Advance e il suo remake WarioWare, Inc.: Mega Party Games! per GameCube.